# Hamburg-Neuwerk
Neuwerk ist ein Stadtteil des Bezirks Hamburg-Mitte der Freien und Hansestadt Hamburg. Neuwerk bildet eine Exklave des rund 100 Kilometer entfernten übrigen Hamburger Stadtgebietes. Zum Stadtteil gehören die besiedelte und namensgebende Hauptinsel Neuwerk sowie die unbewohnten Inseln Nigehörn und Scharhörn. Im weiteren Sinn zählen einige nur temporär trockenfallende Sandbänke im Nationalpark Hamburgisches Wattenmeer zum Stadtteil.

## Geographie
Die drei Inseln Neuwerk, Nigehörn und Scharhörn liegen im südöstlichen Teil der Nordsee bzw. im südwestlichsten Teil der Elbmündung. Die nächste größere Stadt auf dem Festland ist das rund 15 Kilometer südlich gelegene niedersächsische Cuxhaven. Das Hamburger Zentrum liegt rund 100 Kilometer elbaufwärts. Neuwerk ist eine Exklave des Hamburger Staatsgebietes, da Land- und Wasserweg vom hamburgischen Kernland nach Neuwerk nur durch niedersächsisches und schleswig-holsteinisches Gebiet verläuft.
Die Landfläche von 7,62 km² verteilt sich mit 3,54 km² auf die Insel Neuwerk und mit 4,07 km² auf die Scharhörnplate, diese liegen mitten im Nationalpark Hamburgisches Wattenmeer. Der Hamburger Exklave ist ein Anteil am Küstenmeer von rund 230 km² zugeordnet – zum großen Teil Wattflächen und Teile der Außenelbe. Davon nimmt der Nationalpark Hamburgisches Wattenmeer 137,5 km² ein. Mit seinem Südostzipfel berührt dieser „Hamburger Sektor“ das Festland mit einer etwa fußballfeldgroßen Fläche.

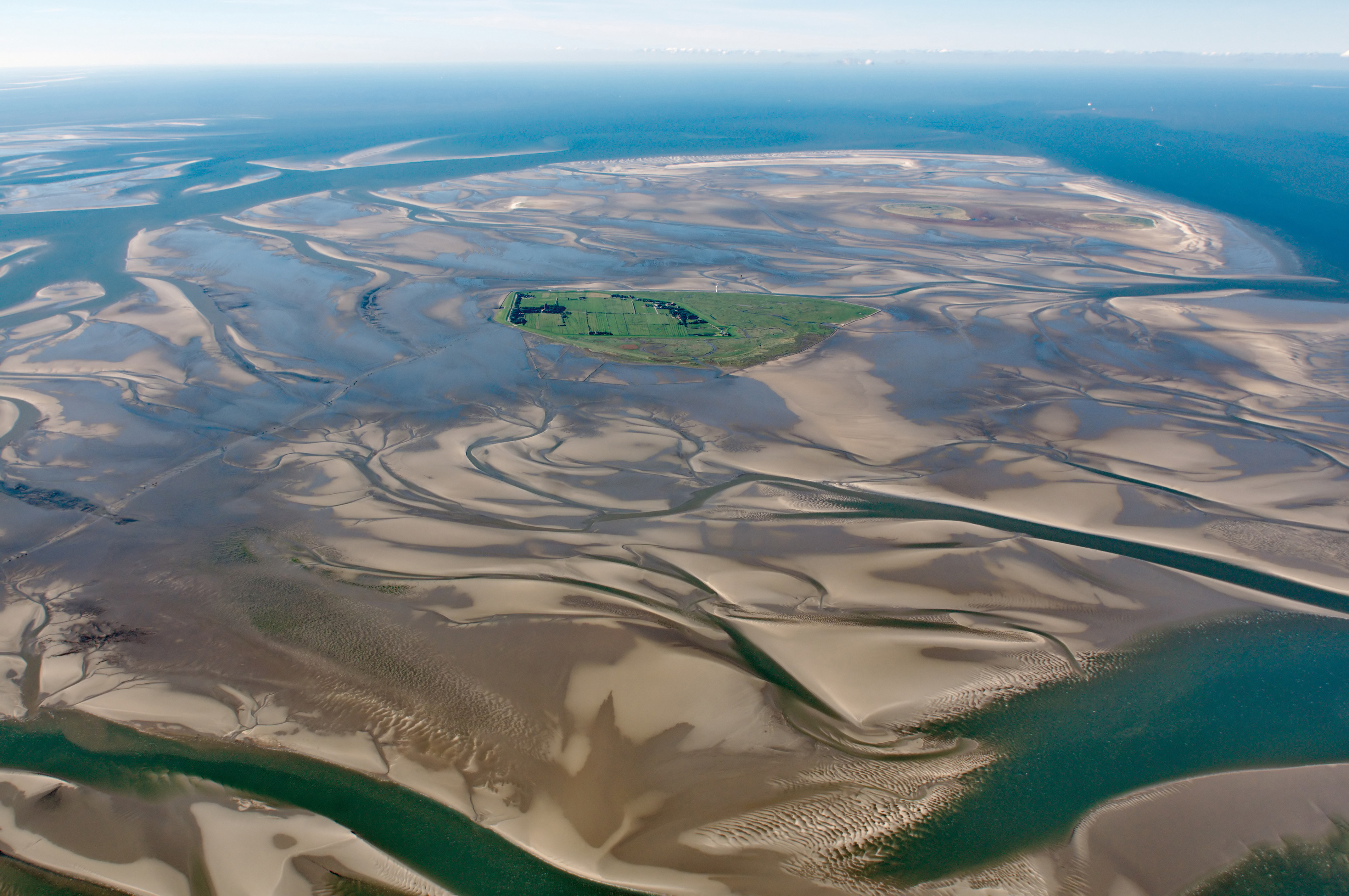
Neuwerk und Watt bei Niedrigwasser; im Hintergrund Scharhörn und Nigehörn
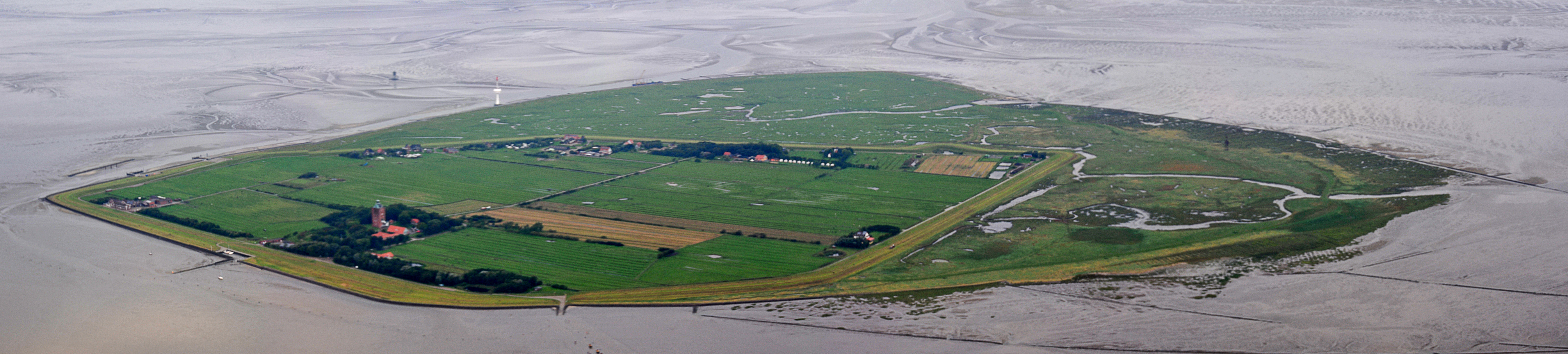
Insel Neuwerk
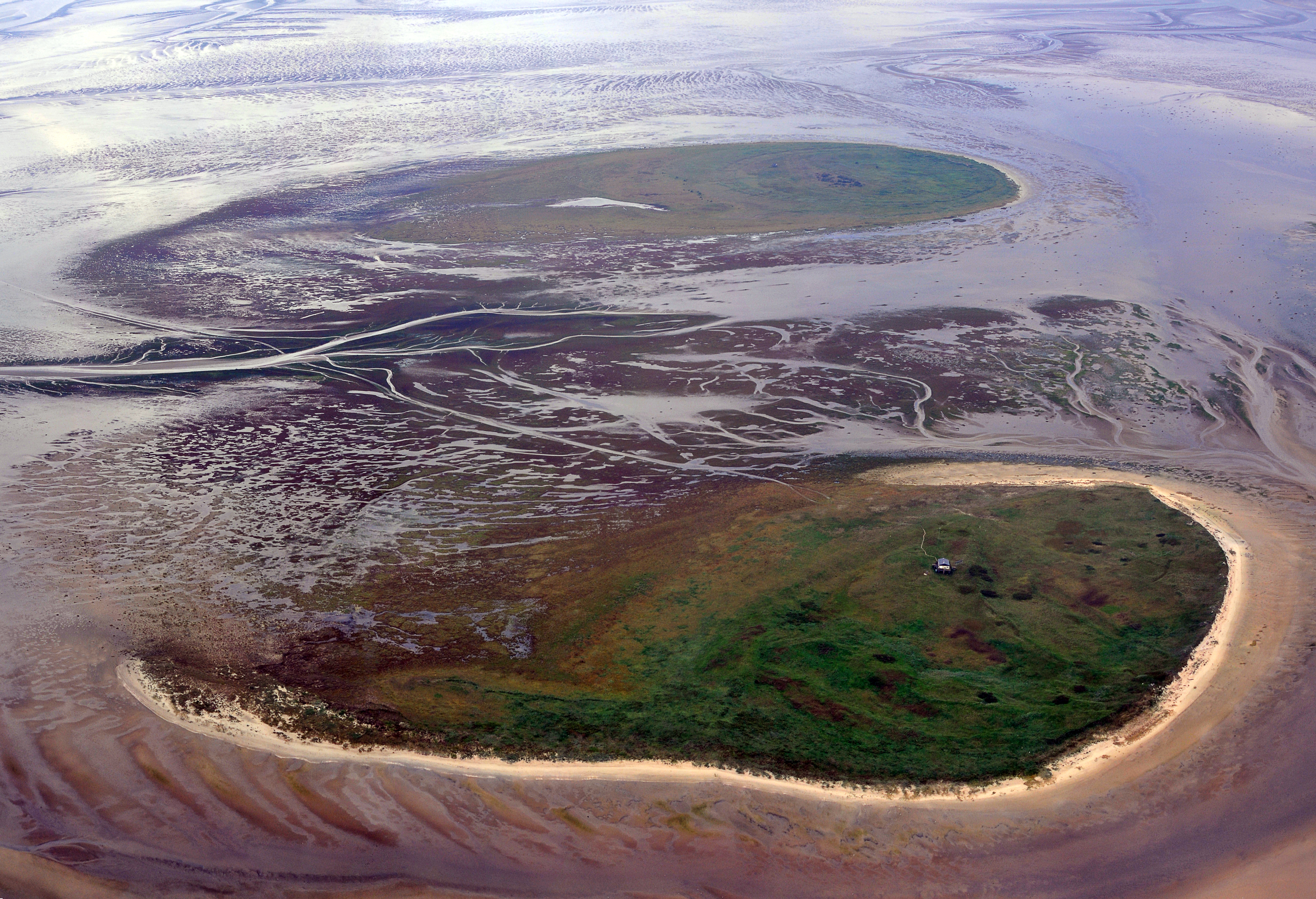
Scharhörn (vorne) und Nigehörn (hinten)
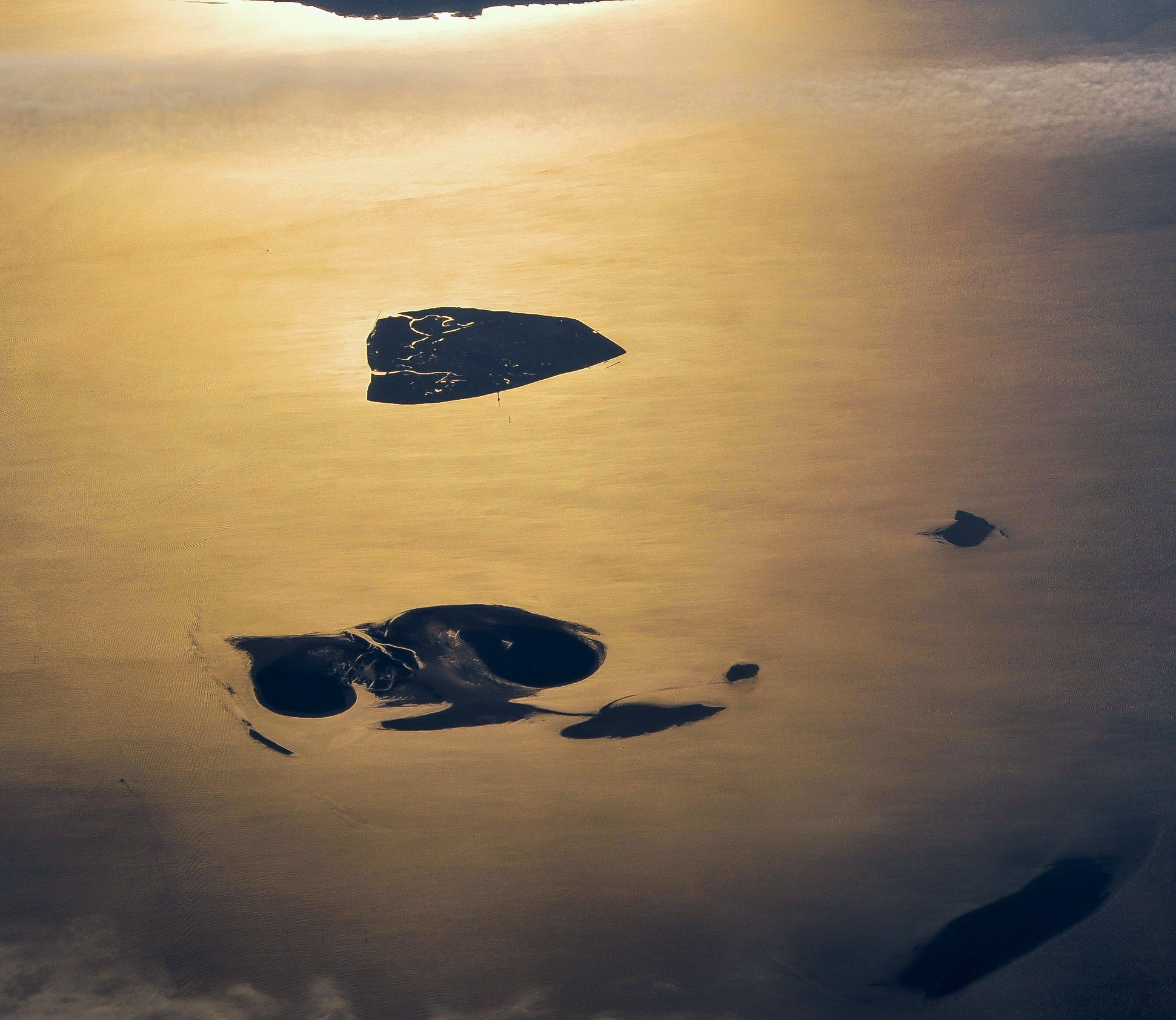
Neuwerk (Mitte), Scharhörn (vorne links) und Nigehörn (vorne rechts) bei Hochwasser
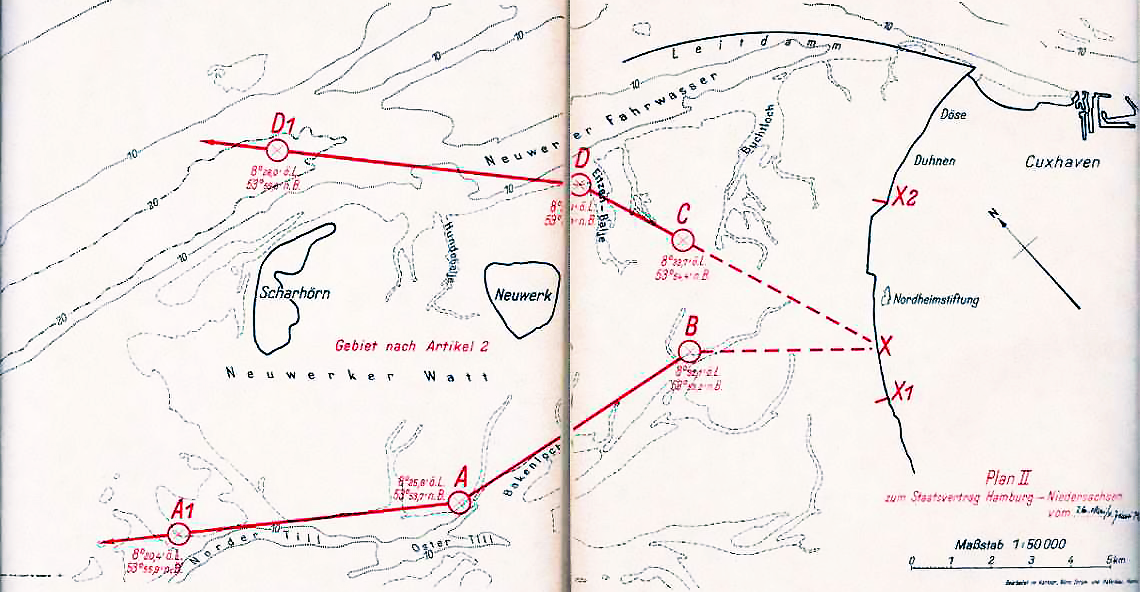
Neuwerk im Cuxhaven-Vertrag mit dem noch nicht genau festgelegten Punkt X

## Verwaltungsgeschichte

Wappen des Amtes Ritzebüttel. (Es zeigt nicht den Neuwerker Turm, sondern die Große oder Ross Bake im Vorland der Cuxhavener Hafeneinfahrt)

Seit über 700 Jahren gehört Neuwerk – mit kurzer Unterbrechung – zu Hamburg. Mit der Fertigstellung des „Werks“ (Turm) war dieses der Amtssitz eines entsandten Ratsherrn („Hauptmann“). Infolge einer Fehde mit den Lappes entstand 1394 das hamburgische Amt Ritzebüttel auf dem angrenzenden Festland. Neuwerk wurde diesem Amt zugeordnet und der Turm war dann nur noch Amtssitz eines Voigts. Das Amt wurde 1864 zur Landherrenschaft Ritzebüttel. Am 19. November 1926 ging diese in die Hamburger Landherrenschaft über. Nach der Stadtwerdung Cuxhavens 1907 wurde auch die Gemeinde Neuwerk am 1. März 1935 als Stadtteil nach Cuxhaven eingemeindet. Infolge des Groß-Hamburg-Gesetzes kam Cuxhaven einschließlich Neuwerk am 1. April 1937 an Preußen (Provinz Hannover, Regierungsbezirk Stade) und in der Folge an Niedersachsen.
Mit dem Cuxhaven-Vertrag wurden die Inseln Neuwerk und Scharhörn 1969 wieder aus der Stadt Cuxhaven ausgegliedert und als Stadtteil des Bezirks Mitte in das Hamburger Staatsgebiet eingegliedert. Hintergrund dieses Vertrages war die Sicherung eines Standortes für einen Tiefwasserhafen für Hamburg, der jedoch bis jetzt nicht realisiert wurde. Im Durchführungsabkommen zum Cuxhaven-Vertrag wurde die Lage der geplanten Festlandsanbindung der Hafenanlagen in der Hamburger Exklave bestimmt. Damit wurde eine 200 m lange Strecke der damaligen Küstenlinie um den Punkt X zur Anbindung an das niedersächsische Festland festgelegt. Der Verlauf der damit definierten hamburgischen Landesgrenze schließt dort ein rund 6000 m² großes Gebiet ein, das heute durch Landanwachs geographisch zum Festland zählt.

### Hauptleute und Vögte auf Neuwerk
| Amtszeit               | Hamburgische Hauptleute (Ratsherren) auf Neuwerk       |
| ---------------------- | ------------------------------------------------------ |
| Ostern 1310–1314       | Ratsherr Gerhard von Köln                              |
| 1314–1319              | Ratsherr Nicolaus (Claus) von Lüneburg                 |
| 1336                   | Ratsherr Conrad von Holdenstede                        |
| 1354                   | Ratsherr Meynekin von der Heyde (Meineckinus von Heyn) |
| 1354                   | Ratsherr Diderik Wrak                                  |
| 1356                   | Ratsherr Nycolaus (Klaus) Gultzow                      |
| 1358–1362?             | Ratsherr Albert von Gheldersen                         |
| 1362?–1369?            | Ratsherr Hinrik Krowel                                 |
| 1372–1375              | Ratsherr Hinrik Witzekendorp                           |
| 1377–1380              | Bürgermeister Bertrammus Horborch                      |
| 1381–1386              | Ratsherr Hinrik (Heyno) Vorrad                         |
| 1386–1387              | Ratsherr Albert Bretling (Albrecht Butling)            |
| 1390–1394              | Ratsherr Ludolf (Ludekin) Wulfhagen                    |
| Amtszeit               | Hamburgische Vögte auf Neuwerk                         |
| 1414–1416              | Peter Mildehoved                                       |
| 1419                   | Nicolaus Oppmann?                                      |
| 1423                   | Johann Brokehoved                                      |
| 1431–1444              | Hans (Johannes) Vritze                                 |
| 1449–1459              | Ludekin Potecouwe                                      |
| 1459–1474              | Ludekin van Rode                                       |
| 1475–1477              | Ludekin Soltzenhusen                                   |
| 1478–1492              | Hermann Weteborn                                       |
| 1492–1504              | Arnd Bruns                                             |
| 1505–1525              | Johann (Hans) Bruns                                    |
| 1525–1534              | Cord Koning (Köning)                                   |
| 1535–1536              | Bernard (Bernd) Beseke                                 |
| 1536–1539              | Ratsherr Willehad (Wilhard) Wise                       |
| 1539–1549              | Hinrik Schouwenborg                                    |
| 1550–1559              | Joachim Schroder                                       |
| 1560                   | Jorch Fochs                                            |
| 1566–1572              | Jorch Fochs                                            |
| 1572–1585              | Bastian Rulle (Sebastian Rolle)                        |
| 1586–1590?             | Jürgen Feddeler                                        |
| 1601                   | Wolder von Duhnen                                      |
| 1602                   | Jacob Kock                                             |
| 1602–1608              | Claus Witte                                            |
| 1608–1628              | Peter Tesdorp (Tesdorff)                               |
| 1628–1655?             | Evert Tesdorp (Tesdorff)                               |
| 1655–1667              | Jochim Cords (Cordes)                                  |
| 1667–1686              | Carsten Wittcke (Witting/Witcke)                       |
| 1686–1701              | Peter Thode                                            |
| 1702–1719              | Peter Thode                                            |
| 1719–1726              | Johann Hinrich (Heinrich) Voß                          |
| 1727–1729              | Otto Heinsohn                                          |
| 1729–1737              | Seba Heinsohn                                          |
| 1737–1788              | Johann Heinsohn                                        |
| 1788–1. Mai 1790       | Johann Hinrich Heinsohn                                |
| 1790–1809              | Lorenz Wittke                                          |
| 1808–1836              | Claus Heynsohn (Heinsohn)                              |
| 1836–1867              | Peter Christian Follmer                                |
| 1867–31. Dezember 1886 | Amandus Butt                                           |
| 1887–1. Januar 1901    | Wilhelm Heinrich Conrad Breun                          |
| 1. November 1901–1915  | Heinrich Adolph Richard Herrmann                       |

### Einwohnerentwicklung

Einwohnerentwicklung von Hamburg-Neuwerk von 1810 bis 2017 nach nebenstehender Tabelle

| Datum             | Einwohner | Quelle        |
| ----------------- | --------- | ------------- |
| 1810              | 81        | [ 12 ]        |
| 1813              | 33        | [ 4 ]         |
| 1816              | 42        | [ 4 ]         |
| 1826              | * 42      | [ 13 ]        |
| 1831              | 68        | [ 4 ]         |
| 1836              | 59        | [ 4 ]         |
| 1847              | 59        | [ 14 ]        |
| 1856              | 75        | [ 15 ]        |
| 1860              | 65        | [ 16 ]        |
| 3. Dezember 1866  | 62        | [ 17 ]        |
| 3. Dezember 1866  | 56        | [ 18 ]        |
| 1867              | 55        | [ 4 ]         |
| 1. Dezember 1871  | 49        | [ 18 ] [ 19 ] |
| 1. Dezember 1875  | 56        | [ 18 ]        |
| 1875              | 54        | [ 4 ]         |
| 1880              | 69        | [ 4 ] [ 18 ]  |
| 1. Dezember 1885  | 65        | [ 18 ]        |
| 1906              | 49        | [ 20 ]        |
| 1. Dezember 1910  | 53        | [ 21 ]        |
| 2007              | 36        | [ 22 ]        |
| 31. Dezember 2016 | 32        | [ 23 ]        |
| 31. Dezember 2017 | 36        |               |

* in 8 Häusern.

## Bildung
Auf Neuwerk gibt es seit 1827 eine Insel-Schule. Wegen Schülermangels wurde sie in der jüngeren Vergangenheit vorübergehend geschlossen. Im Schuljahr 2017/2018 gab es wieder einen Schulbetrieb mit einem Schüler, mangels Schülerinnen und Schülern wurde die Inselschule jedoch mit dem Ende des Schuljahres 2019/20 erneut geschlossen.